# 스핏 케이크
스핏 케이크(영어: spit cake)는 회전하는 꼬챙이에 반죽물을 한 겹씩 쌓아 만든 케이크이다. 독일식 바움쿠헨 등이 나이테 케이크(---cake)로, 헝가리식 퀴르퇴시컬라치나 체코식 트르델니크 등이 굴뚝빵(--pão)으로 불리기도 한다.

## 종류

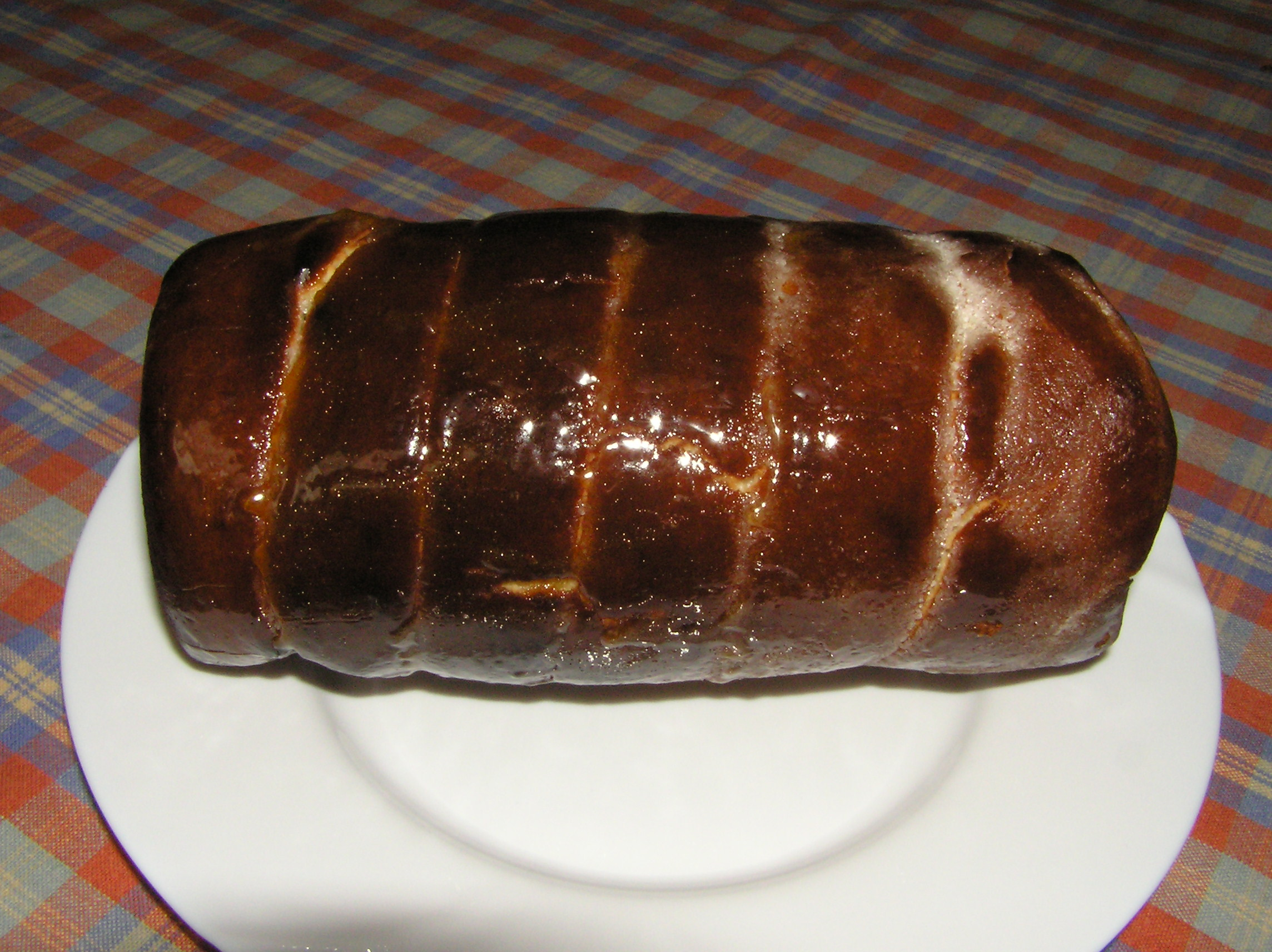
퀴르퇴시컬라치
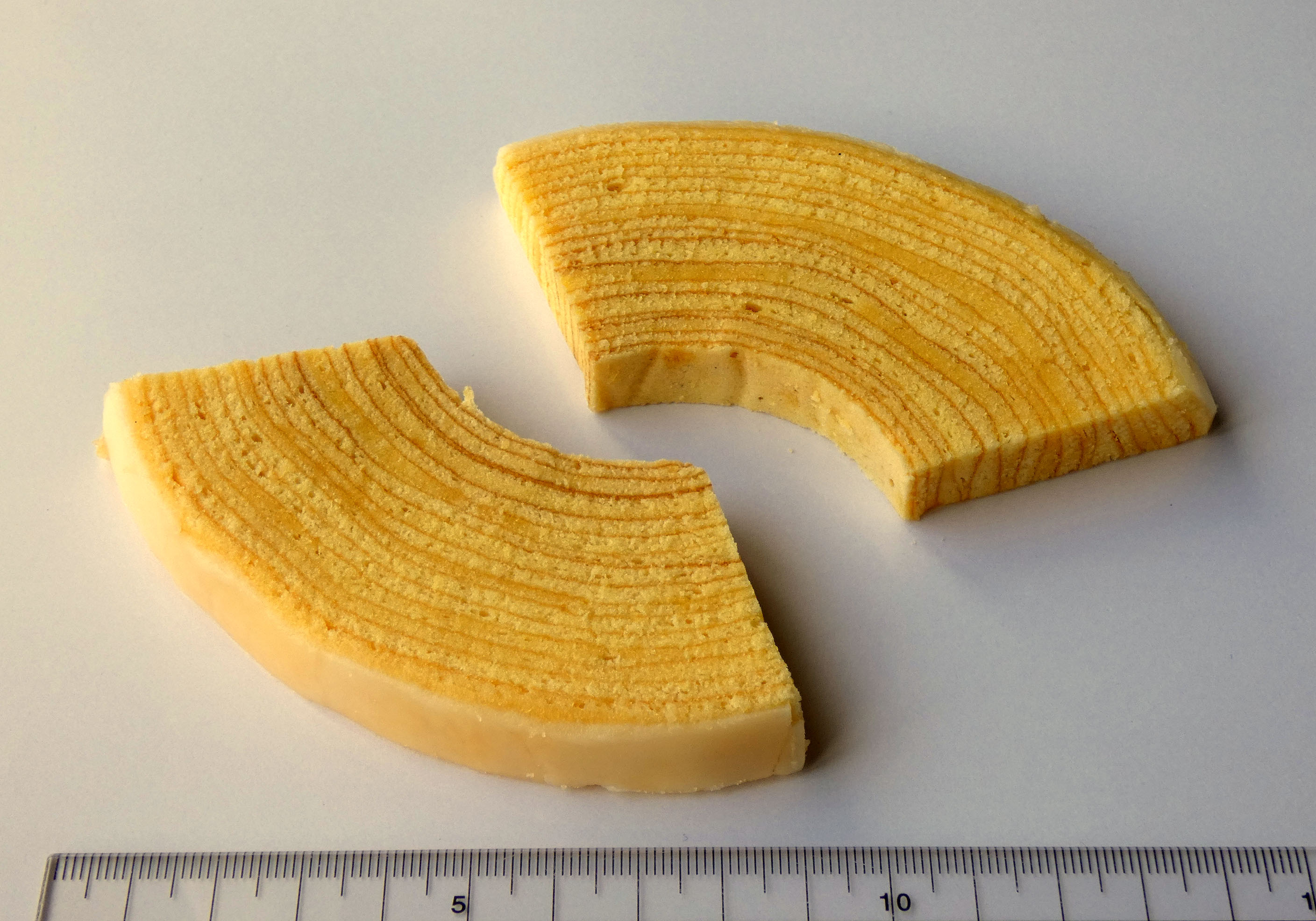
바움쿠헨
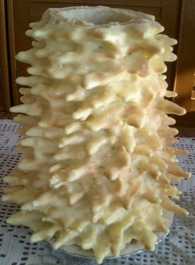
샤코티스
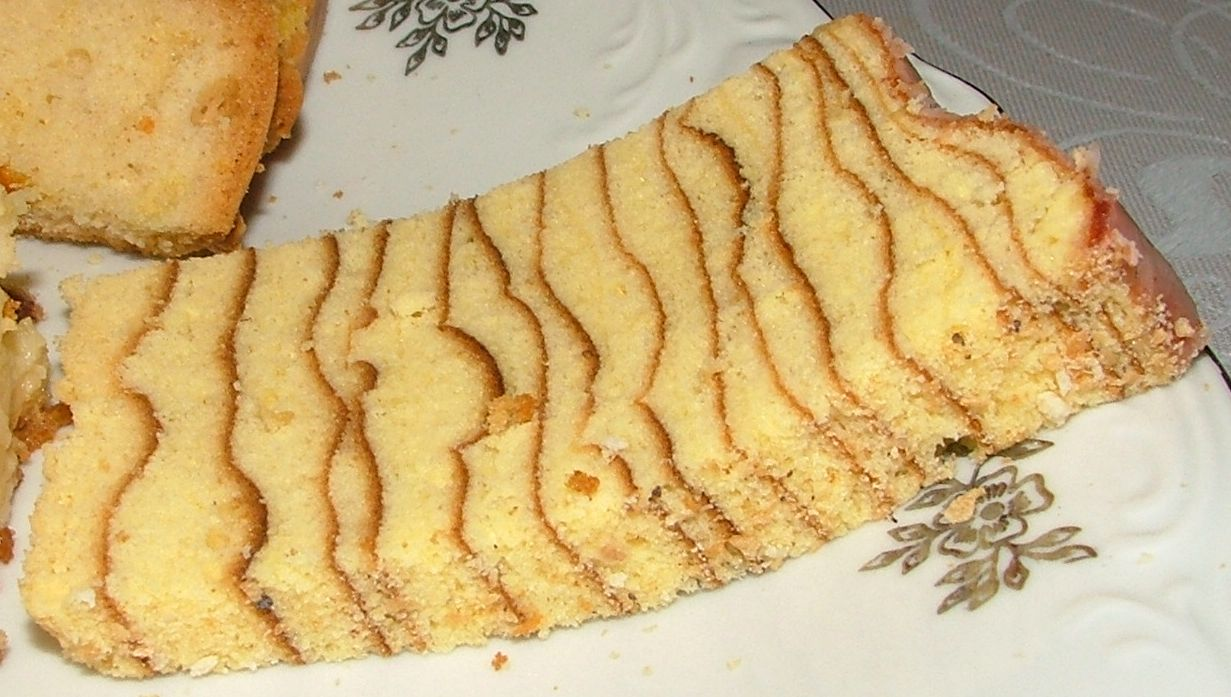
셍카치
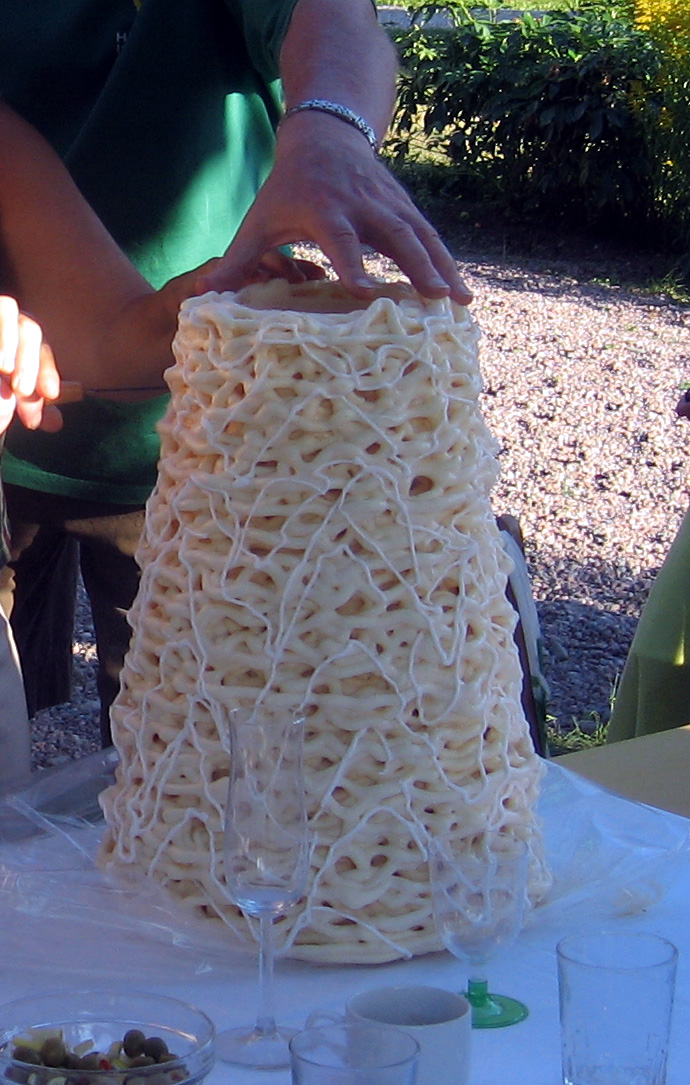
스페테카카
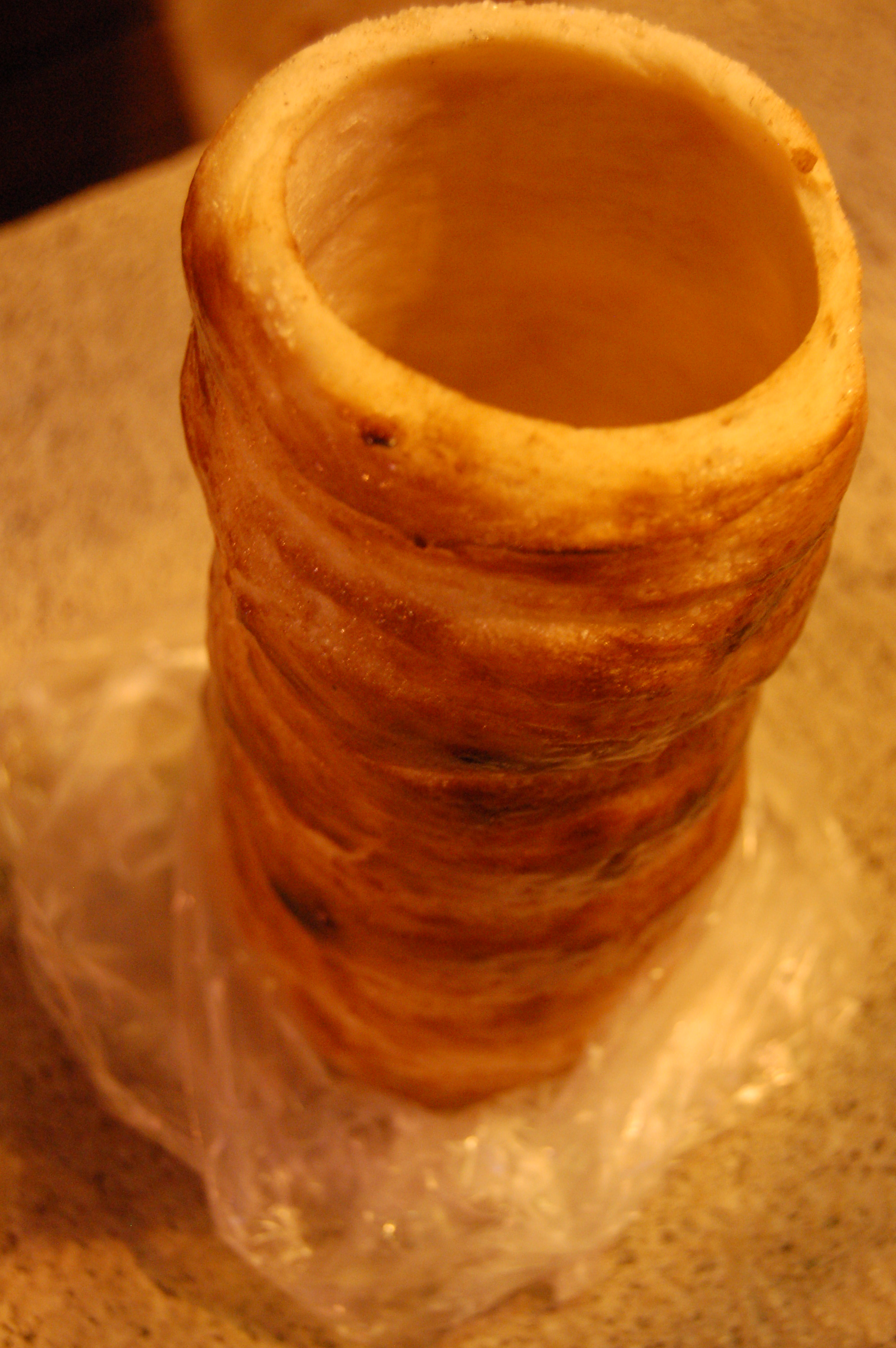
퀴르퇴시컬라치
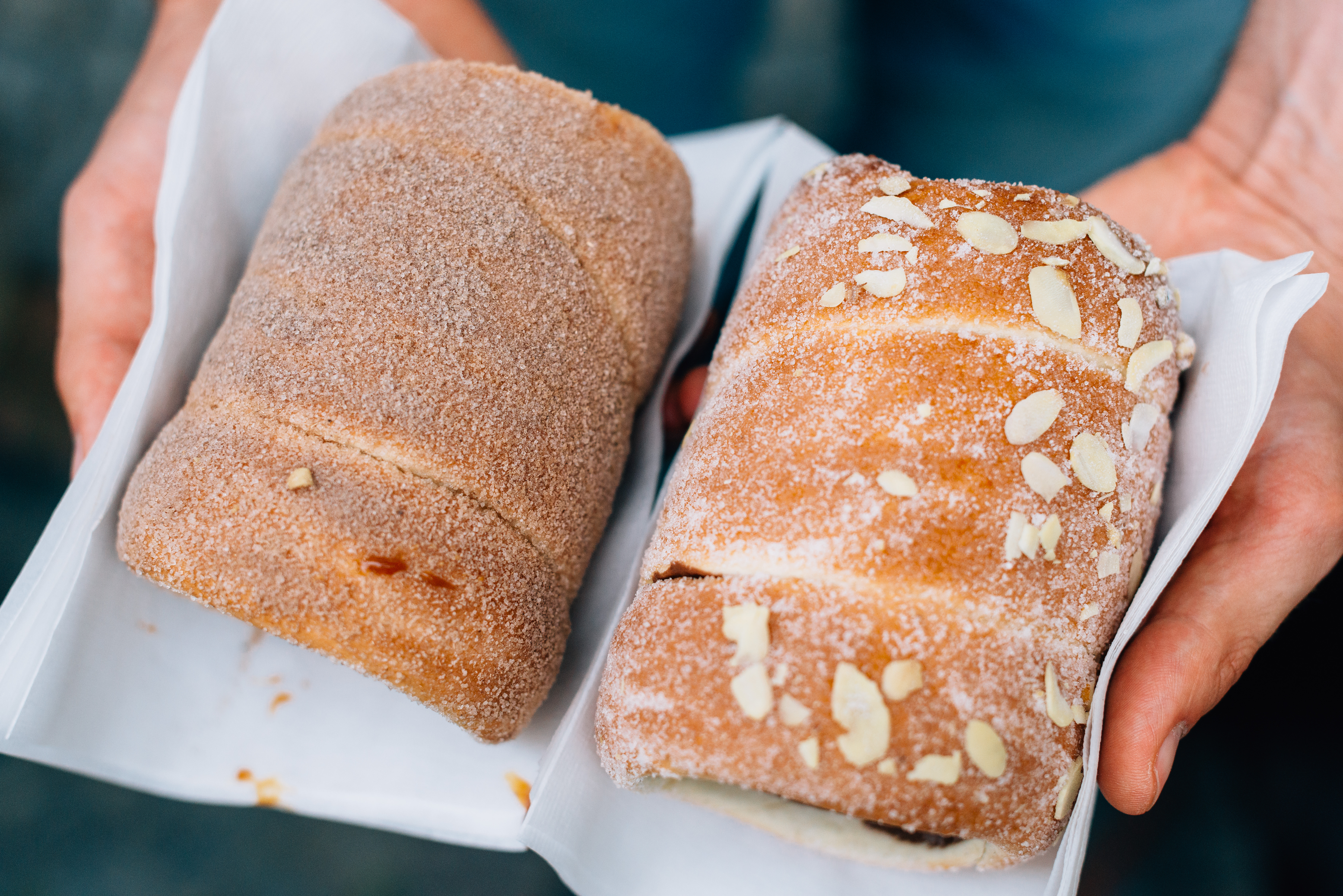
트르델니크

## 같이 보기
- 회전구이